# Paramolgula canioi
Paramolgula canioi är en sjöpungsart som beskrevs av Monniot 1983. Paramolgula canioi ingår i släktet Paramolgula och familjen kulsjöpungar. Inga underarter finns listade i Catalogue of Life.